# Tromsø geofysiske observatorium

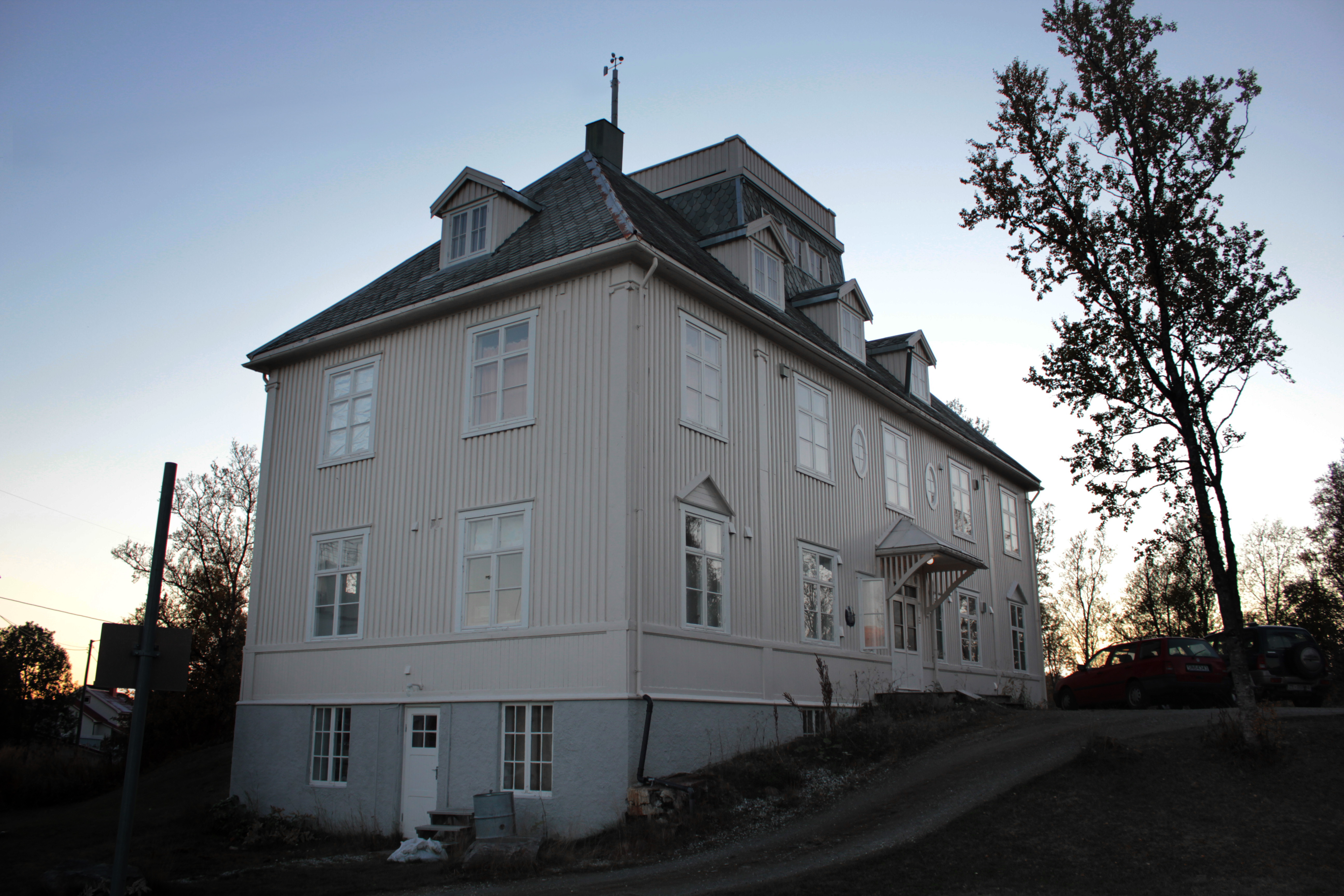
Geofysen

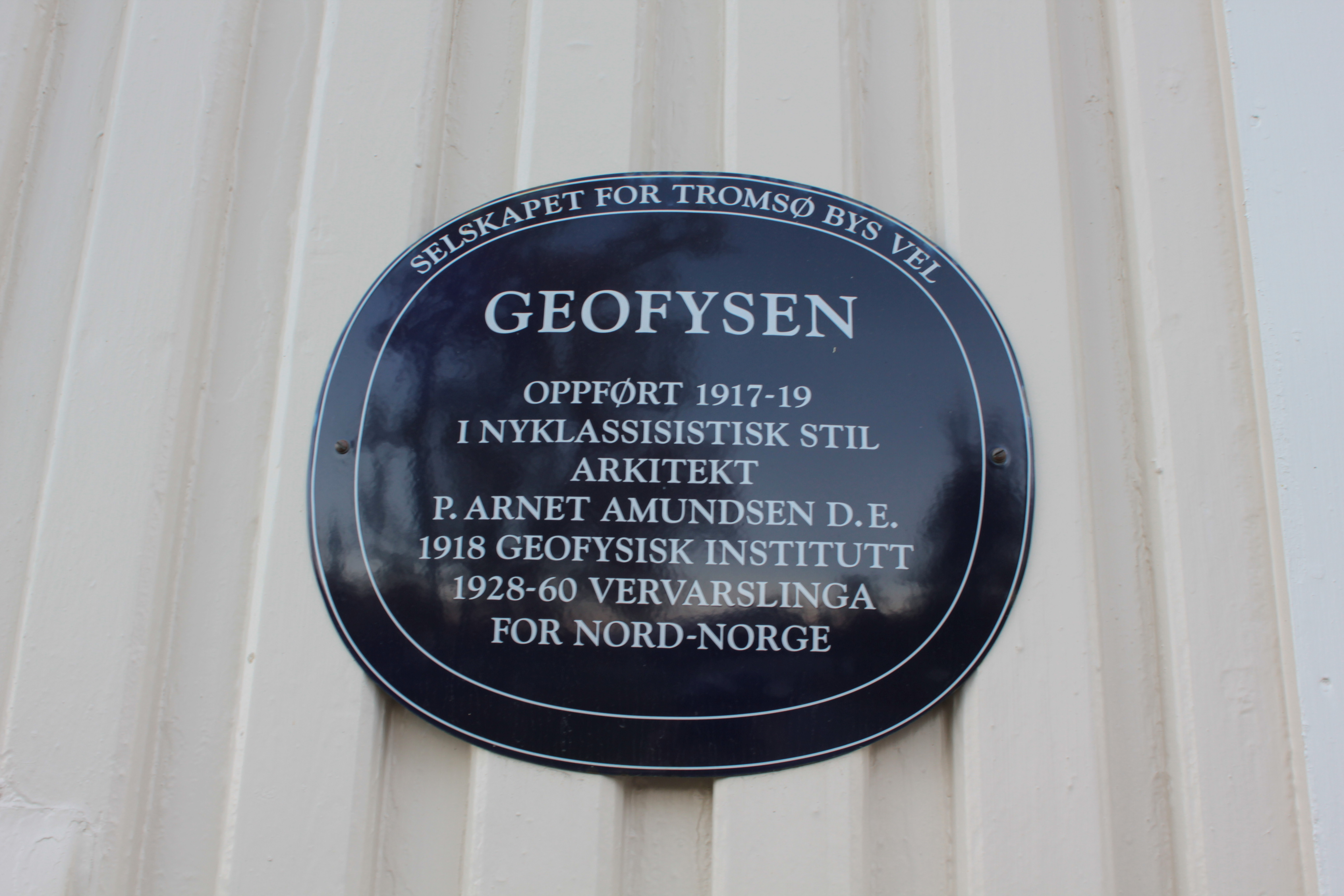
Skylt på Geofysen

Tromsø geofysiske observatorium, tidigare Nordlysobservatoriet i Tromsø, är en norsk forskningsinstitution i Tromsø. 
Stortinget fattade i maj 1917 beslut om att inrätta ett geofysisk institut i Tromsø, och 1918 uppfördes en byggnad som ritades av Peter Arnet Amundsen, i folkmun kallad "Geofysen", vid Prestvannet utanför stadskärnan. Norrskensobservatoriet på Haldde fortsatte som observatorium till 1927, men lades under institutet i Tromsø. Kopplingen mellan norrskensforskning och meteorologi var vid denna tid en självklar utgångspunkt, eftersom ledande forskare som Kristian Birkeland menade att norrskenet påverkade vädret. På takterrassen till institutets byggnad ledde Lars Vegard studier av norrsken med hjälp av spektrometrar, men resurserna var begränsade. 
Ett nytt observatorium i Tromsø inrättades 1928 och ersatte då Norrskensobservatoriet på Haldde, vilket Stortinget ansåg var för dyrbart att driva. Verksamheten organiserades om till att bli en sektion av Det Norske institutt for kosmisk fysikk. Den integrerades i Universitetet i Tromsø, samtidigt som detta inrättades 1972. Nordlysobservatoriets byggnad uppfördes 1927–1928 och invigdes 1930, efter det att Rockefeller Foundation hade finansiellt stött investeringen. Dess första chef var den norske fysikern Leiv Harang (1902–1970).
Tromsø geofysiske observatorium har huvudansvar för Universitetets i Tromsø fältstation Ramfjordmoen forskningsstasjon.

## Magnetfältsmätningar
Tromsø geofysiske observatorium har en kedja av magnetometrar med 14 instrument utplacerade i Norge och på Svalbard. Dessa mäter jordmagnetismen genom att mäta styrkan och riktningen av jordens magnetfält runt instrumenten. Magnetfältmätningarna används för bland annat forskning om jordskalv, prognoser för norrsken samt navigation i samband med borrning efter olja under havsbotten.